# منصور بن خالد بن عبد الله الفرحان آل سعود
الأمير منصور بن خالد بن عبد الله الفرحان آل سعود (19 ديسمبر 1961، الرياض -) هو سفير خادم الحرمين الشريفين لدى قطر، وسفير سابق لدى إسبانيا خلفاً للأمير سعود بن نايف، والمندوب الدائم للمملكة العربية السعودية لدى منظمة السياحة العالمية في مدريد، وسفير خادم الحرمين الشريفين لدى المملكة الأردنية الهاشمية منذ 2025.

## الحياة العلمية
حصل على بكالوريوس في العلوم السياسية من كلية العلوم الإدارية، جامعة الملك سعود، الرياض، 1984م، ثم حصل على الماجستير في القانون والدبلوماسية من كلية فلتشر في ولاية ماساشوستس، الولايات المتحدة الأمريكية، 1996م.

## الحياة العملية
عين بتاريخ 17 سبتمبر 2008 م سفيراً ومفوضاً فوق العادة لدى جمهورية النمسا الاتحادية، كما كان سفيراً غير مقيم لدى جمهورية سلوفينيا بتاريخ 5-12-2008 وجمهورية سلوفاكيا بتاريخ 6-7-2009 م. عين بتاريخ 24/2/2012 م سفيراً لخادم الحرمين الشريفين لدى إسبانيا. سفير مفوض فوق العادة غير مقيم للمملكة لدى إمارة أندورا.
- 2002 - 2008: سفير مفوض فوق العادة لدى جمهورية التشيك.
- 1997 - 2002: مستشار في إدارة الشئون الغربية بوزارة الخارجية السعودية.
- 1986 - 1996: عضو ثم نائب لرئيس الوفد الدائم لدى الأمم المتحدة في نيويورك.
- 1984-1986: سكرتير ثالث بالإدارة العامة للشئون الآسيوية بوزارة الخارجية.

### 2008 - 2012
- سفير مفوض فوق العادة لدى جمهورية النمسا الاتحادية.
- سفير مفوض فوق العادة غير مقيم لدى جمهورية سلوفينيا وجمهورية سلوفاكيا.
- مندوب دائم لدى منظمات الأمم المتحدة في فيينا: (الوكالة الدولية للطاقة الذرية/مكتب الأمم المتحدة للجريمة والمخدرات/منظمة الأمم المتحدة للتنمية الصناعية).

### 2012 - الآن
- سفير خادم الحرمين الشريفين لدى قطر.
- سفير مفوض فوق العادة لدى مملكة إسبانيا.
- مندوب دائم لدى منظمة السياحة العالمية في مدريد.
- سفير مفوض فوق العادة غير مقيم لدى إمارة أندورا.
- سفير خادم الحرمين الشريفين لدى المملكة الأردنية الهاشمية منذ 2025.

## الحياة الأسرية
متزوج ولديه من الأبناء «خالد» و«نورة» و«لمى» و«الجوهرة» و«علياء».